# بلال نايلي
بلال نايلي (من مواليد 15 يونيو 1986 في الحراش، الجزائر العاصمة) هو لاعب كرة قدم جزائري يلعب حاليًا مع اتحاد الحراش في الرابطة الجزائرية المحترفة الثانية لكرة القدم.

## في النوادي

### شبيبة القبايل
في 10 يوليو 2010، وقع نايلي عقدًا لمدة عام واحد مع شبيبة القبائل، لينضم إليهم في انتقال مجاني من اتحاد الحراش. في 16 يوليو 2010، ظهر لأول مرة رسميًا مع النادي، في مباراة دور المجموعات بدوري أبطال أفريقيا 2010 ضد نادي الإسماعيلي المصري. ودخل نايلي بديلًا في الدقيقة 65 لييفوزشباب القبايل بنتيجة 1-0.

### ش. بلوزداد
في 21 يوليو 2011، انضم نايلي إلى شباب بلوزداد.

### تعليق
في فبراير 2019، تم إيقاف بلال نائلي مؤقتًا بعد تهمة المنشطات، أثناء اللعب مع اتحاد الحراش. ألقى نايلي قنبلة في أول رد فعل له وادعى أنه لم يكن أبدًا موضوعًا للسيطرة على المنشطات. كان اختبار تعاطي الكوكايين إيجابيا. وقد أوقفت لجنة العقوبات التابعة للإتحادية الجزائرية لكرة القدم اللاعب لمدة أربع سنوات نافدة.

## تشريفات
- فاز بكأس الجزائر مرة واحدة مع شبيبة القبائل سنة 2011

## روابط خارجية
- بلال نايلي على موقع قاعدة بيانات كرة القدم.إي يو (الإنجليزية)
- بلال نايلي على موقع Soccerway.com (الإنجليزية)